# Returnal
Returnal é um jogo eletrônico de tiro em terceira pessoa roguelike desenvolvido pela Housemarque e publicado pela Sony Interactive Entertainment. Foi lançado para PlayStation 5 em 30 de abril de 2021 e Microsoft Windows em 15 de fevereiro de 2023. O jogo segue Selene, uma escoteira Astra que pousou no planeta Atropos em busca do misterioso sinal de uma sombra branca e se viu presa em um loop temporal. Após o seu lançamento, Returnal recebeu avaliações positivas, com elogios ao seu visual, combate e realizações técnicas.

## Jogabilidade
Returnal é um jogo eletrônico de tiro em terceira pessoa com elementos roguelike e terror psicológico. Situado em um cenário futurista de ficção científica, o jogador controla Selene (Jane Perry), uma pilota espacial, equipada com um traje e armada com armas de alta tecnologia, que está presa no planeta alienígena Atropos em uma loop temporal. Após cada morte, Selene é ressuscitada, seguindo um padrão de atravessar ambientes estrangeiros e combater entidades extraterrestres com visões crescentes em um mundo em constante mudança.

## Desenvolvimento
Returnal esteve em desenvolvimento por mais de quatro anos. Foi desenvolvido pela Housemarque e publicado pela Sony Interactive Entertainment. O jogo tira proveito do controle DualSense do PlayStation 5 e da Tempest Engine para suportar o feedback háptico avançado, áudio espacial em 3D e efeitos de ray tracing em tempo real, aprimorando a experiência de imersão do jogador. Com o aumento do poder de processamento e inclusão de um armazenamento em unidade de estado sólido (SSD) personalizado no PlayStation 5, o jogo apresenta tempos de carregamento reduzidos e uma grande variedade de inimigos, efeitos visuais e objetos dentro das cenas de jogo. Além disso, o jogo roda em resolução 4K e 60 frames por segundo. A resolução nativa de Returnal é apenas cerca de 1080p. A Housemarque disse que eles então usaram o upsampling temporal para chegar a 1440p e a renderização quadriculada para chegar a 4K.
Returnal apresenta uma trilha sonora original composta principalmente por Bobby Krlic.

## Lançamento
Returnal foi revelado no evento de revelação do PlayStation 5 da Sony em 11 de junho de 2020. O jogo foi desenvolvido exclusivamente para o PlayStation 5. Foi inicialmente agendado para ser lançado em 19 de março de 2021. Em 28 de janeiro de 2021, foi anunciado que a data de lançamento seria adiada em um mês para 30 de abril de 2021. Em 25 de março de 2021, foi anunciado que o seu desenvolvimento havia sido finalizado. No The Game Awards 2022, foi revelado que o jogo chegaria ao PC no "início de 2023", mais tarde revelado para 15 de fevereiro de 2023.

## Recepção
Returnal recebeu avaliações "geralmente favoráveis", de acordo com o agregador de resenhas Metacritic.

### Prêmios e indicações
| Ano  | Premiação                     | Categoria                                                                | Resultado | Ref.                 |
| ---- | ----------------------------- | ------------------------------------------------------------------------ | --------- | -------------------- |
| 2021 | Golden Joystick Awards        | Melhor Áudio                                                             | Indicado  | [ 31 ]               |
| 2021 | Golden Joystick Awards        | Jogo de PlayStation do Ano                                               | Indicado  | [ 31 ]               |
| 2021 | The Game Awards 2021          | Melhor Jogo de Ação                                                      | Venceu    | [ 32 ]               |
| 2021 | The Game Awards 2021          | Melhor Direção de Jogo                                                   | Indicado  | [ 32 ]               |
| 2021 | The Game Awards 2021          | Melhor Design de Áudio                                                   | Indicado  | [ 32 ]               |
| 2022 | D.I.C.E. Awards               | Excelência em Composição Musical Original                                | Venceu    | [ 33 ] [ 34 ]        |
| 2022 | D.I.C.E. Awards               | Excelência em Design de Áudio                                            | Venceu    | [ 33 ] [ 34 ]        |
| 2022 | D.I.C.E. Awards               | Excelência em Realização Técnica                                         | Indicado  | [ 33 ] [ 34 ]        |
| 2022 | D.I.C.E. Awards               | Jogo de Ação do Ano                                                      | Indicado  | [ 33 ] [ 34 ]        |
| 2022 | D.I.C.E. Awards               | Jogo do Ano                                                              | Indicado  | [ 33 ] [ 34 ]        |
| 2022 | Visual Effects Society Awards | Excelência em Efeitos Visuais em um Projeto em Tempo Real                | Indicado  | [ 35 ]               |
| 2022 | Game Developers Choice Awards | Melhor Áudio                                                             | Indicado  | [ 36 ] [ 37 ]        |
| 2022 | Game Developers Choice Awards | Melhor Tecnologia                                                        | Indicado  | [ 36 ] [ 37 ]        |
| 2022 | British Academy Games Awards  | Melhor Jogo                                                              | Venceu    | [ 38 ] [ 39 ] [ 40 ] |
| 2022 | British Academy Games Awards  | Melhor Realização Artística                                              | Indicado  | [ 38 ] [ 39 ] [ 40 ] |
| 2022 | British Academy Games Awards  | Melhor Realização de Áudio                                               | Indicado  | [ 38 ] [ 39 ] [ 40 ] |
| 2022 | British Academy Games Awards  | Melhor Design de Jogo                                                    | Indicado  | [ 38 ] [ 39 ] [ 40 ] |
| 2022 | British Academy Games Awards  | Melhor Música                                                            | Venceu    | [ 38 ] [ 39 ] [ 40 ] |
| 2022 | British Academy Games Awards  | Melhor Narrativa                                                         | Indicado  | [ 38 ] [ 39 ] [ 40 ] |
| 2022 | British Academy Games Awards  | Melhor Propriedade Original                                              | Indicado  | [ 38 ] [ 39 ] [ 40 ] |
| 2022 | British Academy Games Awards  | Melhor Realização Técnica                                                | Indicado  | [ 38 ] [ 39 ] [ 40 ] |
| 2022 | British Academy Games Awards  | Melhor Performance em um Papel Principal (Jane Perry como Selene Vassos) | Venceu    | [ 38 ] [ 39 ] [ 40 ] |